# Тони Бъртън
Тони Бъртън (на английски: Tony Burton) е американски писател на документални книги, криминални разкази и романи.

## Биография и творчество
Тони Бъртън е роден през 1956 г. в селските райони на Джорджия, САЩ и израства там. От малък е любител на научната фантастика и фентъзи, а по-късно на уестърна и криминалните романи.
През 1974 г. той се присъединява към американския флот. След 12 г. Бъртън напуска и работи няколко години като гимназиален учител и преподавател в колеж. Тогава среща в Минесота жена си Лара. Живеят за известно време в Дилут, а след това се преместват в Ню Хемпшир.
След преподавателската си дейност работи като консултант и обучител във високотехнологичните области. Като такъв пише поредица от статии и технически ръководства. Работата му е свързана с много пътувания в различни точки на страната и света.
В средата на 90-те години решава да спре да живее „с един куфар“ и да се посвети на писането на книги. С натрупания опит от работата си пише поредица от документални книги с много различни съавтори. Работи няколко години като журналист.
Първият му трилър „Наказателен отряд“ излиза през 1998 г. В него герои са лейтенант Сара ван Алън от нюйоркската полиция и репортерът от „Дейли Нюз“ Тод Пейдж, които разследват серия необясними убийства.
През 2006 г. Бъртън публикува тритомната серия романи за разследванията на пастор Томас Уилсън. За обстановката и характерите на героите влияние му оказва животът му сред църквите в южна Джорджия и родителите му.
Обича и пише много интересни и реалистични разкази, като фон за тях му дава опитът от обиколката и запознаването с 38 щата и петнадесет чужди страни. Пише също и поезия. Публикува в редица антологии заедно с други писатели, както и в различни списания „Woman’s World“, „Great Mystery and Suspense“, „Reflection’s Edge“ и др.
Бъртън е собственик и главен редактор на малка издателска къща „Wolfmont and Honey Locust“. Той преподава творческо писане в местния Център за изкуства и онлайн.
Активен член е на организацията на Американските писатели на криминални романи (вицепрезидент на Югоизточния клон – SEMWA), и на Асоциацията на писателите на Джорджия.
Тони Бъртън живее щастливо в полите на Апалачите в Рейнджър, северозападна Джорджия, заедно със съпругата си Лара и две кучета. Имат две дъщери и двама сина. Когато не пише и не готви вегетарианска храна, прекарва времето си в изграждането на тяхната био-къща, групово четене на книги пред камината и слушане на суинг. 

## Произведения

### Самостоятелни романи
- Наказателен отряд, The department of correction (1998)

### серия „Пастор Томас Уилсън“
1. Wicked Good Play (2006)
2. Blinded by Darkness (2006)
3. A Wicked Good Play (2006)

### Антологии
- Seven by Seven (1998) – 49 разказа в съавторство на 7 автори
- Never Safe (2006) – в съавторство с Нери Крис, Филипс Гари, Ф.М.Меридит
- Crime and Suspense Anthology I (2007) – антология 2005-2006
- Ten for Ten (2008)
- Murder to Mil-Spec (2010)
- The Other Side (2010)

### серия Антологии от няколко автора с благотворителна цел
- By the Chimney with Care (2006)
- Carols and Crimes, Gifts and Grifters (2008)
- Dying In a Winter Wonderland (2009)

### Документалистика
- Business Involvement in Local Plans (1984)
- Bricks or Beauty?: Housebuilding and the South West's Countryside (1996)
- What Elements Should Be Covered In A Clinical Governance Development Plan? (2000) – в съавторство с Дженифър Лим и Аманда Боуенс
- Wind Energy Handbook (2001) – в съавторство с Ървин Босан, Ник Дженкинс и Дейвид Шарп
- Impact of Economic Policy and the New Economy on UK Trade Performance (2003) – в съавторство с Марк Клеари и Тони Манании